# Mixaylovka
Mixaylovka (armeniska: Getashen, Գետաշեն) är en ort i Azerbajdzjan.   Den ligger i distriktet Xanlar Rayonu, i den centrala delen av landet, 300 km väster om huvudstaden Baku. Mixaylovka ligger 1 166 meter över havet och antalet invånare är 146.
Terrängen runt Mixaylovka är huvudsakligen kuperad, men västerut är den bergig. Närmaste större samhälle är Yelenendorf, 10,4 km norr om Mixaylovka.
Trakten runt Mixaylovka består till största delen av jordbruksmark. Runt Mixaylovka är det ganska glesbefolkat, med 43 invånare per kvadratkilometer.